# Krzeszówek

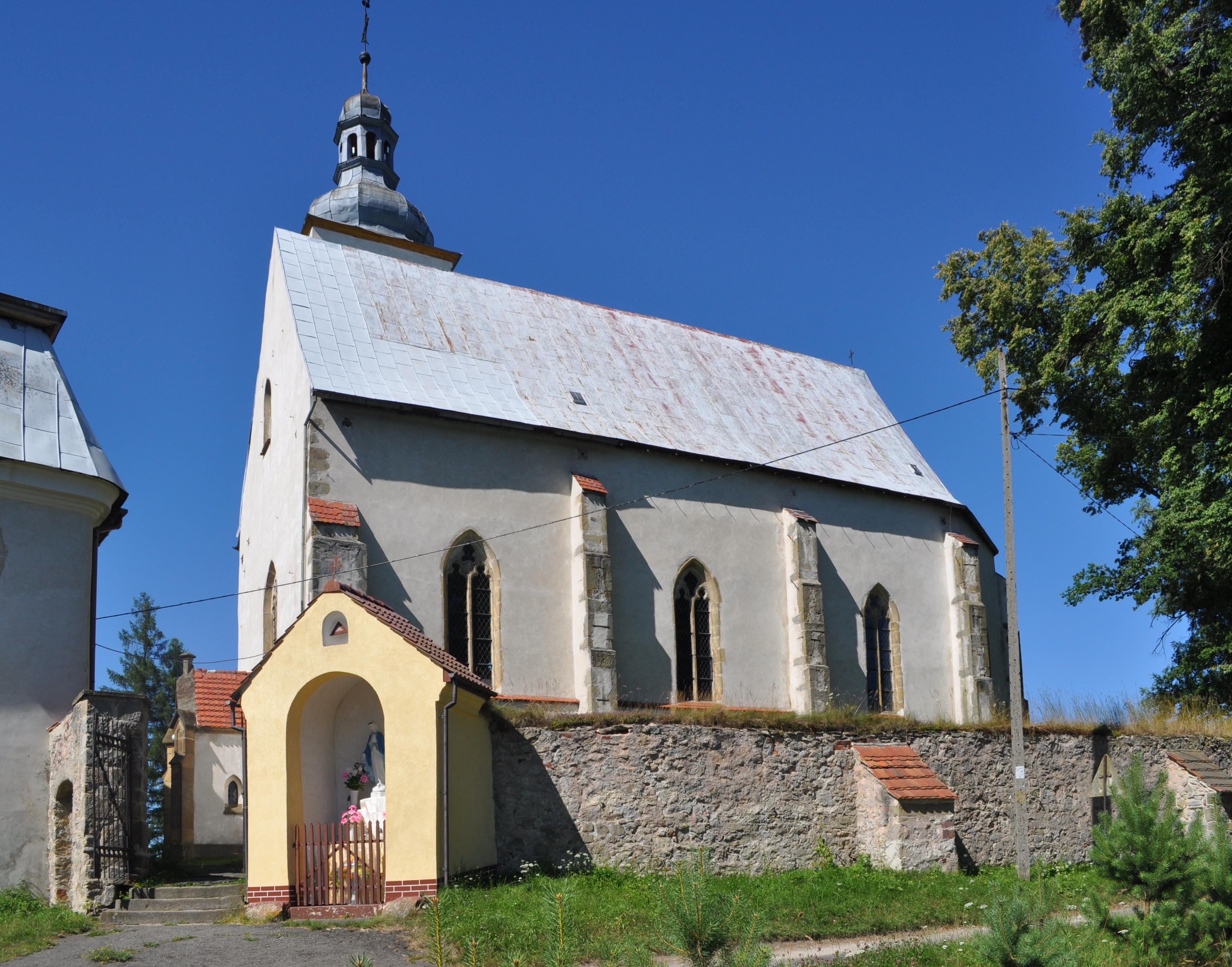
St.-Laurentius-Kirche

Krzeszówek (deutsch Neuen) ist ein Ort in der Landgemeinde Kamienna Góra (Landeshut) im Powiat Kamiennogórski der Woiwodschaft Niederschlesien in Polen. 

## Geographie
Krzeszówek liegt neun Kilometer südöstlich von Kamienna Góra im Tal des Baches Zadrna (Zieder). Nachbarorte sind Czarny Bór und Grzędy im Nordosten, Unisław Śląski im Osten, Kochanów und Gorzeszów im Südosten, Jawiszów (Kleinhennersdorf) und Chełmsko Śląskie im Süden, Ulanowice-Podlesie und Lubawka im Südwesten sowie Krzeszów und Przedwojów (Reichhennersdorf) im Nordwesten.

## Geschichte
Es wird vermutet, die erste Benediktinerpropstei Grüssau, die 1242 von den Mönchen des böhmischen Klosters Opatowitz begründet wurde, habe in der Nähe von Neuen gestanden. Dieser Ort wurde zunächst als „Grissobor“ (Grüssau) bezeichnet. Nach Entwicklung der Siedlung um das 1292 begründete Zisterzienserkloster war die Ortsbezeichnung Grissobor dorthin übergegangen. Alte Urkunden bezeichnen Neuen noch im 14. bis 16. Jahrhundert als „antiqua Gryssow“ (Alt Grüssau). Die Pfarrkirche von Neuen steht noch heute unter dem Patronat des hl. Laurentius, dem auch die Benediktinerprobstei geweiht war. Neuen bzw. „Alt Grüssau“ war eines von fast 40 Dörfern des dem Kloster Grüssau gehörenden Stiftslandes. Als Teil des Herzogtums Schweidnitz fiel es mit diesem zusammen 1392 an die Krone Böhmen. 1426 wurde es den Hussiten gebrandschatzt.
Nach dem Ersten Schlesischen Kriegs fiel es 1742 zusammen mit dem größten Teil Schlesiens an Preußen. 1810 wurde das Klostergut säkularisiert. Nach der Neugliederung Preußens 1815 war es Teil der Provinz Schlesien und gehörte ab 1816 zum Landkreis Landeshut. 1899 erhielt es Anschluss an den Haltepunkt Grüssau an der Bahnstrecke Landeshut–Albendorf. Seit 1874 gehörte Neuen zum Amtsbezirk Kleinhennersdorf. 1939 zählte es 430 Einwohner.
Als Folge des Zweiten Weltkriegs fiel Neuen 1945 wie fast ganz Schlesien an Polen und wurde in Krzeszówek umbenannt. Die deutsche Bevölkerung wurde vertrieben. Die neu angesiedelten Bewohner waren teilweise Zwangsumgesiedelte aus Ostpolen, das an die Sowjetunion gefallen war. 1975–1998 gehörte Krzeszówek zur Woiwodschaft Jelenia Góra.
2010 wurden 102 Einwohner in Krzeszówek gezählt.

## Sehenswürdigkeiten
- Die katholische Filialkirche St. Laurentius wurde 1362 durch das Kloster Grüssau errichtet, 1588–1595 unter Abt Kaspar Ebert umgebaut und erweitert. Anfang des 18. Jahrhunderts erhielt die Kirche eine reiche Barockausstattung. Der Hauptaltar mit den geschnitzten Figuren der hll. Joseph, Anna, Katharina und Barbara wurde nach 1728 aus der Grüssauer Klosterkirche hierher überführt. Er wurde von dem Bildhauer Georg Schrötter geschaffen, aus dessen Werkstatt auch die Seitenaltäre stammen. Das Fresko Anbetung der Könige in der Kapelle ist aus dem letzten Viertel des 16. Jahrhunderts. Die spätgotische Kreuzigungsgruppe im Seitenschiff stammt aus der Mitte des 15. Jahrhunderts. Sie befand sich ursprünglich am Triumphbalken der Grüssauer Klosterkirche. Die gotische Schutzmantelmadonna aus der ersten Hälfte des 15. Jahrhunderts wurde in das Grüssauer Pfarrhaus überführt.
- Das barocke Pfarrhaus mit Mansarddach ist zweigeschossig. Es entstand 1733.